# Israelites
Israelites är en  reggaelåt skriven av Desmond Dekker och Leslie Kong. Den utgavs på singel sent 1968. Låten räknas allmänt som den första reggaelåten som blev en internationell hit, och den första reggaelåten att toppa brittiska singellistan. Tidigare hade Millie Small från Jamaica fått en hit med skalåten "My Boy Lollipop", men "Israelites" var den första med den takt som blivit reggaens kännetecken.
Låttexten tar upp teman som rör såväl rastafari som rude boys, och nämner också Bonnie och Clyde. En parallell dras mellan Jamaicas fattiga befolkning och israeliters fångenskap i Babylon. Dekker har berättat att han inspirerades till låttextens öppningsstrof "Get up in the morning, slaving for bread sir" ("gå upp på morgonen, slava för bröd herrn") efter att ha gått förbi ett par i en park, där kvinnan ska ha velat ha mer pengar, medan mannen inte kunde ge henne det med den lön han hade.

## Listplaceringar
| Lista (1969)   | Position              |
| -------------- | --------------------- |
| Australien     | 3 (Go Set)            |
| Frankrike      | 72                    |
| Irland         | 7                     |
| Kanada         | 9 (RPM)               |
| Nederländerna  | 1                     |
| Nya Zeeland    | 7 (Nz Listner)        |
| Schweiz        | 6                     |
| Storbritannien | 1                     |
| Sverige        | 2 (Kvällstoppen)      |
| Sverige        | 1 (Tio i topp)        |
| USA            | 9 (Billboard Hot 100) |
| Västtyskland   | 1                     |
| Österrike      | 2                     |